# ديانا رييس
ديانا رييس (3 فبراير 1993 - ) هي لاعبة كرة طائرة بورتوريكو في مركز وسط ‏. شاركت في الكرة الطائرة في الألعاب الأولمبية الصيفية 2016.

## وصلات خارجية
- ديانا رييس على موقع أوليمبيديا (الإنجليزية)